# RTEL
 (juillet 2011).
Si vous disposez d'ouvrages ou d'articles de référence ou si vous connaissez des sites web de qualité traitant du thème abordé ici, merci de compléter l'article en donnant les références utiles à sa vérifiabilité et en les liant à la section « Notes et références ».
RTEL était un service communautaire télématique privé français accessible par Minitel, créé en 1986 et définitivement fermé à l'été 2005. Ce type de service était alors appelé « Messagerie sur Minitel ».

## Description
RTEL est l’abréviation de Rennes Télétel et est le nom de la société qui éditait le service RTEL sur Minitel, créée fin 1987.
RTEL proposait un certain nombre de services de communication entre ses membres. L'inscription était gratuite, un simple Minitel suffisant à accéder au service ; cependant, la communication était payante et suivait la tarification officielle des services télématiques du Minitel (Accès local possible par RTC sur Rennes via le 0299310708).
Les membres de RTEL se connectaient sous pseudonyme et il n'était pas nécessaire de décliner son identité pour s'inscrire.
Les comptes inutilisés étaient effacés au bout d'un certain temps d'inactivité, ce temps étant calculé en fonction de l'ancienneté du membre (nombre de minutes de connexion).
Cette communauté disposait d'un système hiérarchique, en fonction des rôles de certains, qui comprenait les niveaux suivants : utilisateurs, SysArts, CoSysAnims, SysAnims, SysAds, CoSysOps et SysOps.
- SysArt : désignait le responsable d'une rubrique. Il tenait le rôle de modérateur et rédigeait des articles.

- CoSysAnim : apprenti SysAnim.

- SysAnim : statut très répandu sur minitel, ces personnes orientaient les nouveaux et surveillaient le service. Initialement elles étaient choisies sur candidature en fonction de leur ancienneté. À terme, ces personnes devenaient SysAnim à l'issue d'une formation et d'un test de connaissances réussi.

- SysAd : (SysAnim Administrateur) statut récompensant les SysAnims les plus anciens et/ou les plus assidus.

- CoSysOp est le rang le plus élevé que pouvait atteindre un utilisateur, devenant les bras droits des SysOps. Les plus connus étaient : Amélie, Créol, Cyg, Daffy, Faster, Kalou, Scout, Thierry.

- SysOp (Opérateur Système) est le rang le plus élevé, réservé aux fondateurs de RTEL. Les SysOps étaient 3 : Rod, Caesar, Dom. Ils ont développé l'ensemble du logiciel RTEL.

### Services
Les noms des services offerts sont différents de ce qu'on peut désormais trouver sur Internet ou sur d'autres BBS de l'époque, mais leur fonction était souvent similaire. Ces dénominations se retrouvaient sur la plupart des services communautaires Minitel.
- BAL (« Boîte aux lettres ») : Équivalent des messages privés sur des forums. Chaque membre avait une boîte aux lettres privée et pouvait écrire à n'importe quel autre membre. Chaque BAL possédait un « répondeur », une page personnalisée qui s'affichait lorsqu'un membre écrivait à un autre membre. Dans les dernières années du service, il était aussi possible d'envoyer un e-mail vers une BAL RTEL à partir d'internet.
- Rubriques : Discussion publique sur un thème donné. Les rubriques existaient en nombre réduit et était gérées par les administrateurs du service.
- Clubs : Discussion sur un thème donné. La présentation était la même que pour les rubriques mais les clubs pouvaient être créés par les membres de la communauté, et l'accès était protégé par un mot de passe.
- Salons : Espace de discussion en direct dans lequel l'écran était partagé entre les participants avec un maximum de 7 participants dans un salon. Ils pouvaient être publics ou privés.
- Télégramme (ou TEL) : Envoi immédiat d'un message de 1 ligne en direct à un membre connecté.
- Contact (ou CTC) : Envoi d'un message de plusieurs lignes en direct à un membre connecté, qui pouvait le lire et revenir à ce qu'il faisait ensuite.

### Raccourcis
La navigation dans le service était possible par l'intermédiaire de menus mais également en utilisant des commandes appelées « commandes étoile », car elles commençaient toute par le caractère *. Ce système se retrouvait sur la plupart des services minitel communautaires. Sur RTEL, on trouvait par exemple les commandes :
- *LIR : Lire le courrier de sa boîte aux lettres
- *ECR : Écrire un courrier à un membre
- *REP : Modifier son répondeur
- *TEL <pseudo>,<message> : Envoyer un télégramme à un autre membre connecté
- *SAL : Voir la liste des salons publics
- *SAL <nom> : Accéder au salon privé <nom>
- *ST : Accéder à la rubrique consacrée à l'Atari ST
- *DON <Pseudo>, tant : Donne tant de ses propres crédits à l'utilisateur <Pseudo>
- *I3E <Pseudo>, dest : Déplacer l'utilisateur <Pseudo> à un endroit spécifique du serveur (dest représente la destination, par exemple *SAL pour les salons) (Commande Sys)
- *OUT <Pseudo> : Déconnecte l'utilisateur <Pseudo> du serveur (Commande Sys)
- *RES <Pseudo> : Envoie l'utilisateur <Pseudo> au Laby d'où il ne peut en sortir qu'en trouvant la sortie ... ou en se déconnectant/reconnectant au serveur (Commande Sys)
- *CAM x : passe en visualisation extérieure (mode invisible) du salon public numéro x (Commande Sys)
- *PAT : met l'écran du minitel en mode veille ou affiche une page de l'annuaire concernant les hôpitaux de Paris (écran noir)

### Spécificités d'accès
Alors que la plupart des services minitel étaient accessibles via le portail Télétel 3 (3615), plutôt coûteux, RTEL était une exception en proposant un accès en 3615 (RTEL) et deux accès Télétel 2 en 3614 (RTEL1 et RTEL2), nettement plus économiques pour l'utilisateur mais ne rapportant rien au service. Ces deux derniers étaient accessibles librement dans certaines tranches horaires dans la limite d'un certain nombre d'utilisateurs ; le reste du temps, un système de crédit horaire permettait d'utiliser le portail Télétel 2. Pour gagner des crédits, il fallait que l'utilisateur se connecte sur le 3615 RTEL. Les membres pouvaient également se donner librement des crédits entre eux. En pratique, pour les membres habitués du service, la connexion en 3615 n'était presque jamais nécessaire.
À noter qu'un accès RTC local (5 lignes téléphoniques) permettait aux utilisateurs de Rennes de se connecter pour le prix d'une communication locale (0299310708), les équipements du serveur étant localisés dans cette ville.

### Communauté
La communauté présente sur RTEL était très variée, la possibilité de créer des « Clubs privés » permettant à n'importe quel membre de créer un fil de discussion sur un thème donné protégé par mot de passe. On y trouvait cependant une très forte proportion de joueurs, d'utilisateurs d'ordinateurs à architecture 16 bits (Atari ST et Amiga), de fans de dessin animés japonais et de mangas, de créateurs de la Scène démo française, de musiciens.

## Évolutions et fermeture
À partir de 1995, avec l'arrivée d'Internet auprès du grand public en France, la fréquentation des services télématiques, y compris celle de RTEL, baissa inexorablement.
Pour contrer cet exode, RTEL mit en place deux passerelles :
- En 1997, RTEL proposa une première passerelle E-Mail vers internet : chaque Boîte aux lettres 'xyzt' devint également une adresse E-Mail 'xyzt@rtel.fr' permettant d'envoyer et recevoir des mails avec les internautes depuis sa BAL sur minitel.
- En 1998, RTEL mit en place une seconde passerelle permettant cette fois-ci aux internautes de consulter l'intégralité du service RTEL à travers un émulateur minitel couleur (VTX/PLUG), et de discuter en direct avec les minitélistes.

Une première panne survint en 2002, liée à la défaillance du commutateur X.25 de RTEL. Le matériel X25 étant devenu difficile à trouver, le SysOp parvint néanmoins à trouver un matériel de secours et RTEL repartit après plusieurs semaines de coupure.
Une seconde panne hardware se produisit en 2005. Le dernier SysOp en poste décida alors de fermer définitivement le service.
Aucun moyen de récupérer les messages privés ou publics du service n'a jamais été proposé, mais une page commémorative existe : elle permet toujours de consulter l'ancien site de la passerelle internet vers minitel et également des interviews d'anciens minitélistes .